# Weber-Gleichnis
Das Weber-Gleichnis ist eines der Gleichnisse der antiken Philosophie. Es stammt von dem griechischen Philosophen Platon (428/427–348/347 v. Chr.), der es in seinem fiktiven, literarisch gestalteten Dialog Politikos („Der Staatsmann“) darlegt. Zuerst wird das Vorgehen bei der Ermittlung dessen, worin eine Kunst besteht, anhand der Webekunst demonstriert. Damit wird die Lösung der eigentlichen Aufgabe vorbereitet: der Bestimmung dessen, was den Staatsmann und die Staatskunst ausmacht.

## Rahmen
Der Dialog Politikos, dessen fiktive Handlung sich im Jahr 399 v. Chr. abspielt, gehört zu den Spätwerken Platons. Die Teilnehmer sind Platons Lehrer Sokrates, der Mathematiker Theodoros von Kyrene, ein nicht namentlich genannter „Fremder“ aus Elea und Sokrates der Jüngere. Theodoros und der ältere Sokrates beteiligen sich nur anfangs kurz an dem philosophischen Gespräch und beschränken sich dann aufs Zuhören; der eigentliche Dialog ist ein Zwiegespräch zwischen dem Fremden und dem jüngeren Sokrates. Dabei übernimmt der philosophisch weit überlegene Fremde die Gesprächslenkung. Sein junger Dialogpartner beschränkt sich über weite Strecken darauf, Zustimmung zu äußern und Fragen zu stellen.
In der Forschung wird meist angenommen, dass der Fremde Platons eigene Auffassung ausdrückt. Anderer Meinung ist jedoch Harvey Ronald Scodel. Seiner Interpretation zufolge will sich Platon von der Untersuchungsmethode der eleatischen Schule, welcher der Fremde angehört, distanzieren, indem er dem Leser deren Unzulänglichkeit vor Augen führt.
Im Politikos wollen die Gesprächspartner die Definition des Staatsmanns und die Besonderheit seines Aufgabenbereichs herausarbeiten. Ein erster Definitionsvorschlag wird nach langen Erörterungen korrigiert, schließlich aber dennoch vom Fremden als unzulänglich zurückgewiesen.

## Inhalt
Der jüngere Sokrates bittet den Fremden, ihm die Mangelhaftigkeit des ersten Definitionsvorschlags einsichtig zu machen. Der Fremde antwortet, es sei schwer, den Sachverhalt begreiflich zu machen, wenn man nicht ein „Muster“ (parádeigma, oft ungenau mit „Beispiel“ übersetzt) zur Hand nehme. Er schlägt vor, zuerst etwas Vertrautes, die Wollweberei, als Muster zu nehmen und methodisch zu untersuchen, um dann beim Erschließen des Unbekannten, der Staatskunst, nach derselben Methode vorzugehen.
Zunächst legt der Fremde dar, unter welchen Voraussetzungen ein solches Muster hilfreich ist. Dies ist dann der Fall, wenn zwischen dem Bekannten und dem Unbekannten eine Analogie besteht. Aufgrund einer erkannten Gemeinsamkeit kann man vom Bekannten auf das Unbekannte schließen.

### Definition der Weberei
Bei der Bestimmung der Wollwebekunst geht der Fremde nach der Methode der Dihairesis vor. Dabei wird ein Begriff bestimmt, indem ein allgemeinerer Begriff so lange in Unterbegriffe unterteilt wird, bis die Definition des gesuchten Begriffs erreicht ist. Die Produkte des Menschen zerfallen in zwei Hauptgruppen: die Dinge, die ihm ermöglichen, etwas zu tun, und diejenigen, die ihn davor schützen, etwas zu erleiden. Die Schutzmittel werden unterteilt in Heilmittel und Abwehrmittel, die Abwehrmittel in Waffenrüstungen und Einhegungen, die Einhegungen in diejenigen, die vor fremden Blicken schützen sollen, und diejenigen, die vor Kälte und Hitze schützen sollen. Die Schutzmittel gegen Kälte und Hitze sind entweder Obdach oder Bedeckungen, die Bedeckungen entweder Unterlagen (auf denen man schläft) oder Umhüllungen. Von den Umhüllungen schreitet man weiter unterteilend voran bis zu den Kleidungsstücken, deren Merkmal ist, dass sie „aus dem mit sich selbst Zusammengebundenen angefertigt“ sind. Die Kunst der Kleiderproduktion besteht in erster Linie aus der Webekunst, bei der die Begriffsbestimmung damit angelangt ist.
Durch dieses Verfahren ist die Webekunst zwar von vielen verwandten Künsten – etwa der Herstellung von Filz oder Leder – abgegrenzt, doch weist der Fremde darauf hin, dass damit der Begriff „Webekunst“ nicht hinlänglich definiert ist. Das Weben ist nämlich ein Zusammenflechten, doch geht ihm ein anderer, seiner Art nach entgegengesetzter Arbeitsgang voraus, das Kardieren (Krempeln), das eine Trennung von Zusammenhängendem und Zusammengefilztem ist. Weitere Arbeitsgänge, die mit dem Weben nichts zu tun haben, sind das Walken und das Spinnen. Somit kann nicht alles, was zur Produktion von Wollkleidung gehört, zur Webekunst gezählt werden. Hinzu kommt die Herstellung der Werkzeuge, die der Weber benötigt; sie ist kein Weben und doch ein Teil der Arbeit, die verrichtet werden muss, damit Wollkleidung entstehen kann.
Aufgrund dieser Überlegungen stellt der Fremde fest, dass eine Kunst nicht nur von anderen Künsten abzugrenzen ist, die andersartige Produkte hervorbringen, sondern auch von ihren eigenen Hilfskünsten, die zwar der Erzeugung ihres Produktes dienen, aber nicht an dessen Herstellungsprozess beteiligt sind. Daraus ergibt sich die Unterscheidung zwischen herstellenden Künsten, durch die ein bestimmtes Produkt verfertigt wird und die somit dessen Hauptursachen sind, und Hilfskünsten, die der Herstellung der benötigten Werkzeuge dienen und somit Mitursachen sind.
Bei den Hauptursachen der Produktion von Wollkleidung trennt der Fremde zunächst das Walken als eigene Kunst ab. Alles Übrige nennt er Wollverarbeitungskunst. Diese zerfällt in einen trennenden und einen verbindenden Teil. Zum trennenden Teil zählt das Kardieren, aber auch ein Teil der Behandlung auf dem Webstuhl. Der verbindende Teil setzt sich aus einer drehenden und einer verflechtenden Tätigkeit zusammen. Drehend ist die Verfertigung der Schussfäden („Einschlag“) und Kettfäden („Zettel“, „Kette“), verflechtend die Erzeugung des Gewebes. So gelangt der Fremde schließlich zu einer präzisen Bestimmung der Weberei; sie ist diejenige Kunst, die „durch geradlinige Verflechtung von Einschlag und Kette ein Geflecht hervorbringt“.

### Untersuchung der Staatskunst
Bei der Bestimmung der staatsmännischen Kunst stellt sich methodisch die gleiche Aufgabe wie bei der Definition der Weberei. Die Weberei ist von allen anderen Künsten, mit denen sie Gemeinsamkeiten aufweist, abgegrenzt worden. Ebenso ist die Staatskunst dadurch zu bestimmen, dass sie von allen anderen Künsten unterschieden wird, die ebenfalls dem Gemeinwohl dienen und ihr daher den Anspruch auf die Fürsorge für den Staat streitig machen könnten.
Schon vor der Darlegung des Weber-Gleichnisses waren die beiden Gesprächspartner zum vorläufigen, noch unbefriedigenden Ergebnis gelangt, dass die Staatskunst die freiwillige Wartung einer sich freiwillig unterordnenden Herde von zweifüßigen Lebewesen sei. Das Merkmal der Freiwilligkeit unterscheidet den Staatsmann vom Tyrannen. Unterschiede zum Hirten sind, dass der Staatsmann seine Herde nicht aufzieht und ernährt und dass sie nicht allein seiner Fürsorge untersteht.
Nun bleibt noch die Aufgabe, die Staatskunst als Hauptursache von den Mitursachen sowie von anderen hauptursächlichen Künsten im Staat abzugrenzen und damit ihre Besonderheit herauszuarbeiten. Hierbei sind alle Künste ins Auge zu fassen, die zum Fortbestand des Staates beitragen. Während bei der Webekunst nur die Herstellung von deren Werkzeugen zu den Mitursachen zählt, gehören im Fall des Staates alle produzierenden Gewerbe zu dieser Klasse. Im Staat als arbeitsteiliger Gemeinschaft ist jede Herstellung von Besitztümern – auch solchen, die nur dem Vergnügen dienen – eine Mitursache seines Fortbestands. Wegen der Verschiedenartigkeit und Vielzahl der hier in Betracht kommenden Tätigkeiten und ihrer Zwecke stößt die Unterteilung in Unterbegriffe, wie sie für die Weberei mit Erfolg eingesetzt wurde, auf Schwierigkeiten, daher muss die Vorgehensweise der Besonderheit dieses Falls angepasst werden.
Zu den Hauptursachen zählt der Fremde die Tätigkeiten von Dienstleistern. Zu den mit Dienstleistungen Beschäftigten gehören Sklaven, Tagelöhner und Lohnarbeiter ebenso wie Kaufleute und Schiffsherren, Krämer und Geldwechsler, Herolde und Sekretäre, Wahrsager und Priester. Wer mit solchen Tätigkeiten beschäftigt ist, der erhebt im Gegensatz zum Staatsmann keinen Anspruch auf die Staatslenkung oder auf eine Beteiligung an ihr; allenfalls bei Priestern und durch das Los bestimmten hohen Beamten und deren Mitarbeitern kann ein solcher Anspruch vorkommen. Daher ist bei diesen Gruppen die Abgrenzung vom Staatsmann meist einfach.  
Schwieriger ist die Abgrenzung jedoch bei einer besonderen Gruppe von Dienstleistern, die sich mit den Staatsgeschäften befassen und daher als Konkurrenten des Staatsmanns in Betracht kommen. Der Fremde beschreibt sie als Männer, die teils „Löwen und Kentauren und anderen Wesen dieser Art gleichen“, teils „Satyrn und den schwachen, aber wendigen Tieren“; schnell vertauschen sie Aussehen und Fähigkeit untereinander. Diese „sonderbare“ Art von Dienstleistern wollen der Fremde und der jüngere Sokrates nun genau ins Auge fassen und vom Staatsmann unterscheiden. Der Fremde beschreibt den hier gemeinten Typus des mit Staatsangelegenheiten Beschäftigten als „den größten Zauberer unter allen Sophisten und den in dieser Kunst erfahrensten“. Die Charakterisierung als „Zauberer“ (góēs) – diese abwertende Bezeichnung wird oft für Scharlatane, Schwindler und Betrüger verwendet – lässt erkennen, dass der Fremde dem Personenkreis, von dem die Rede ist, äußerst kritisch gegenübersteht. Es handelt sich aus seiner Sicht (die Platons eigener Auffassung entspricht) um unseriöse Politiker, die sich zu Unrecht als Staatsmänner ausgeben und in Wirklichkeit die raffiniertesten und daher gefährlichsten Scharlatane sind. Sie sind diejenigen, denen die verschiedenen bestehenden Staatsverfassungen Gelegenheit bieten, an die Macht zu gelangen.
Von solchen angeblichen Staatsmännern unterscheidet der Fremde den wirklichen Staatsmann. Dieser verdankt seine Macht nicht seinem Reichtum; weder beruht seine Herrschaft auf Gewalt und Willkür noch besteht ihre Legitimation in der Einhaltung von Bestimmungen einer bestehenden Verfassung oder in der Zustimmung der Regierten. Vielmehr ist er durch seine Kenntnis der Wissenschaft von der richtigen Ausübung der Herrschaft über Menschen qualifiziert. Seine darauf beruhende Kompetenz ist der Gesichtspunkt, der seine Machtausübung legitimiert. Der Fremde vergleicht diesbezüglich den Staatsmann mit dem Arzt. Ein Arzt ist als solcher nicht qualifiziert, weil er über Reichtum verfügt oder weil unwissende Patienten ihn für kompetent halten und sich daher von ihm behandeln lassen oder weil er bestimmte geschriebene Vorschriften einhält, sondern seine Qualifikation besteht ausschließlich in seiner Sachkenntnis, die ihn befähigt, tatsächlich zu heilen.
Von verwandten Künsten – denen des Redners, des Richters und des Feldherren – unterscheidet sich die Staatskunst dadurch, dass sie keine derart begrenzten Aufgaben hat. Ihr Zuständigkeitsbereich umfasst alles, worauf sich staatliche Aufsicht erstreckt. Der Staatsmann verfügt über ein dem bloßen Fachwissen übergeordnetes Integrationswissen. Seine Aufgabe ist nicht eine besondere Verrichtung, sondern die Koordination, die umfassende Planung und die Lenkung des Ganzen.

### Vergleich zwischen Weberei und Staatskunst
In der letzten Phase des Dialogs wird herausgearbeitet, dass zwischen Weberei und Staatskunst nicht nur eine formale Analogie hinsichtlich der Vorgehensweise beim Definieren besteht, sondern auch eine inhaltliche: Die Staatskunst ist gleichsam eine „königliche Zusammenflechtung“, die ein „Gewebe“ liefert. Wie der Fremde erklärt, gibt es Tugenden, die miteinander auf gewisse Weise im Streit liegen: die Tapferkeit, zu deren Kennzeichen Schnelligkeit, Heftigkeit und Schärfe gehören, und die Besonnenheit (sōphrosýnē), die Merkmale wie Langsamkeit und Sanftheit aufweist. Jede dieser Tugenden hat einen Bereich, in dem sie benötigt wird. Wo aber das zur Tapferkeit Gehörige nicht angebracht ist, erscheint es als Übermut und Tollkühnheit, und wo das, was die Besonnenheit auszeichnet, fehl am Platz ist, da spricht man von Feigheit und Trägheit. Einseitige Vorherrschaft einer der beiden an sich wertvollen Qualitäten führt zum Untergang des Staates. Daher wird eine regulierende Instanz benötigt. Dem Staatsmann fällt die Aufgabe zu, die aus unterschiedlichen Eigenschaften und Neigungen gemischten Charaktere der Menschen durch Prüfung zu erkennen, jedem die gemäß seiner besonderen Veranlagung optimale Ausbildung und passende Aufgabe zuzuweisen und die Aufsicht über alle zu führen. Darin gleicht der Staatsmann dem Weber, der die Walker, Kardierer und Spinner anleitet und beaufsichtigt. Der Festigkeit der Tapferen entspricht in der Weberei die Beschaffenheit der festen Kette, der Sanftheit der Besonnenen diejenige des weichen Einschlags. Mit der richtigen Verflechtung, für die der Staatsmann zu sorgen hat, ist sowohl das konstruktive Zusammenwirken der unterschiedlichen Naturelle im Staat gemeint als auch die richtige Ausformung und Harmonisierung der Qualitäten in den Seelen der einzelnen Staatsbürger. Außerdem gehört dazu die Trennung des Guten vom Schlechten, die in jeder „zusammensetzenden Kunst“ selbstverständlich ist; kein Produzent mischt wissentlich Gutes (Taugliches) mit Schlechtem (Untauglichem), sondern jeder scheidet das Schlechte aus. So darf auch der Staatsmann im Staat keinen Einfluss schlechter Menschen dulden. Seine Kunst erzeugt durch rechte Verflechtung der unterschiedlichen Gemütsarten „das herrlichste und beste aller Gewebe“.

## Moderne Rezeption
In seiner umstrittenen, 1999 als Essay veröffentlichten Rede Regeln für den Menschenpark  geht der Philosoph Peter Sloterdijk ausführlich auf Platons Dialog Politikos ein und äußert sich dabei auch zum Weber-Gleichnis. Er meint, Platon trage „das Programm einer humanistischen Gesellschaft“ vor, deren Lenkung einem „Expertenkönigtum“ obliege. Platons Staatsmann sei in dieser Gesellschaft der einzige „Voll-Humanist“; seine Aufgabe sei „die Eigenschaftsplanung bei einer Elite, die eigens um des Ganzen willen gezüchtet werden muß“. Dieser Staatsmann sortiere und verbinde die Menschen, allerdings mit deren freiwilliger Zustimmung. Die „Explosivität dieser Überlegungen“ sei für den modernen Leser „unmöglich zu verkennen“. Damit meint Sloterdijk Möglichkeiten, die sich in einem künftigen biotechnologischen Zeitalter eröffnen können.

## Textausgaben und Übersetzungen
- Elizabeth A. Duke u. a. (Hrsg.): Platonis opera, Band 1, Oxford University Press, Oxford 1995, ISBN 0-19-814569-1 (maßgebliche kritische Edition)
- Gunther Eigler (Hrsg.): Platon: Theaitetos. Der Sophist. Der Staatsmann (= Platon: Werke in acht Bänden, Bd. 6). Wissenschaftliche Buchgesellschaft, Darmstadt 1970 (kritische Edition; bearbeitet von Peter Staudacher, griechischer Text von Auguste Diès, deutsche Übersetzung von Friedrich Schleiermacher)
- Platon: Spätdialoge I. Theaitetos. Der Sophist. Der Staatsmann. Kratylos. Artemis, Zürich und München 1974, ISBN 3-7608-3640-2 (deutsche Übersetzung von Rudolf Rufener, Einleitung von Olof Gigon)
- Friedo Ricken (Hrsg.): Platon: Politikos. Übersetzung und Kommentar (=Platon: Werke, Bd. II 4). Vandenhoeck & Ruprecht, Göttingen 2008, ISBN 978-3-525-30407-5